# .mk

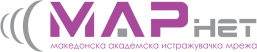
로고.

.mk는 북마케도니아의 인터넷 국가 코드 최상위 도메인이다. 북마케도니아 학술 연구 네트워크(MARNET)가 관리한다.

## .mk 도메인 등록
누구나 .mk 도메인을 등록할 수 있다. 아무런 제한 없이 2차 도메인 수준에서 직접 등록이 가능하다. 다수의 2차 도메인에 등록하는 것도 가능하지만 해당 도메인의 사용은 특정 법인으로 제한된다.